# Chiesa di San Giovanni Bono

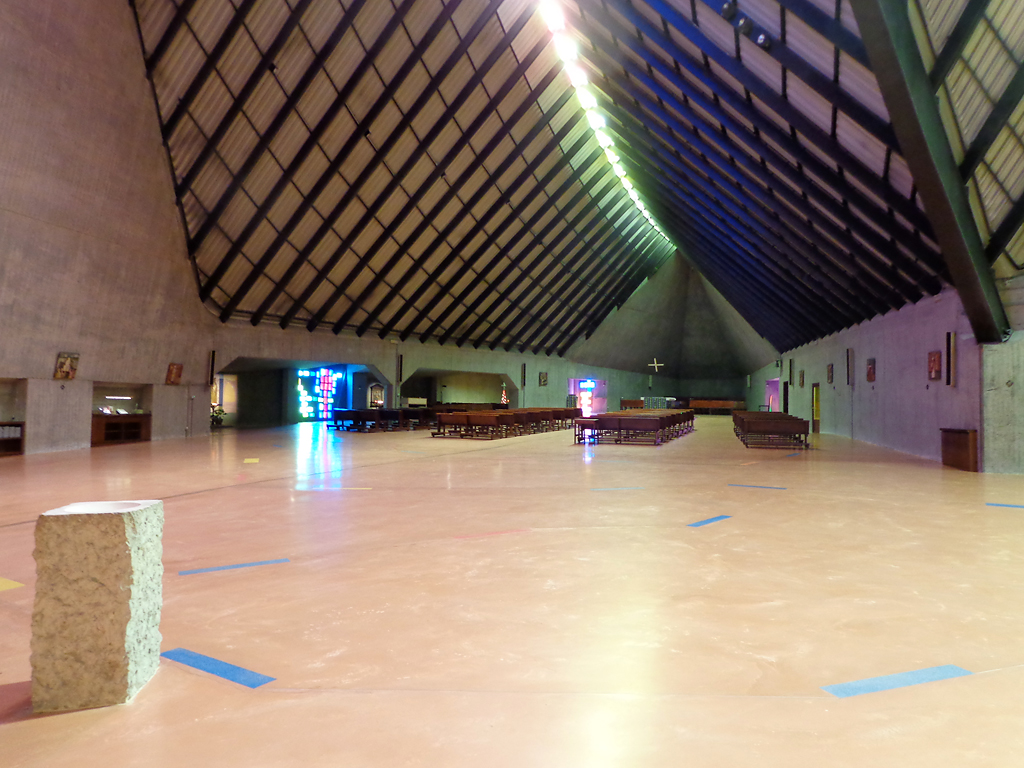
L'interno

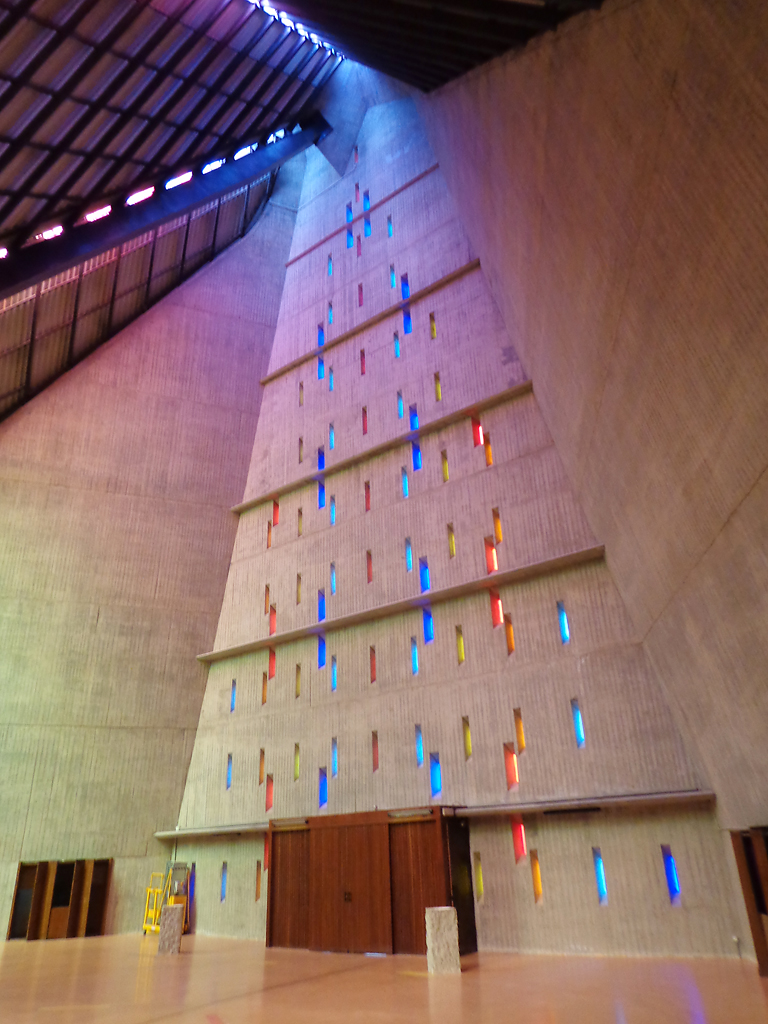
La controfacciata

La chiesa di San Giovanni Bono è una chiesa di Milano, posta alla periferia sud-occidentale della città, nel quartiere Sant'Ambrogio.

## Storia
La chiesa di San Giovanni Bono venne prevista nel progetto di edificazione del nuovo quartiere Sant'Ambrogio e costruita nel 1968; il progetto della chiesa e dell'intero quartiere si deve ad Arrigo Arrighetti.
Nel 1980 il rivestimento della copertura, in materiale plastico, venne distrutto da un incendio, e successivamente ricostruito in lamiera di alluminio porcellanato.

## Caratteristiche
La chiesa è posta al centro del quartiere, nelle immediate vicinanze del centro civico. Essa, con la sua forma dinamica e cuspidata, si contrappone all'andamento orizzontale degli edifici residenziali che la attorniano.
La particolarità dell'edificio è la sua copertura a vela, che dall'area del presbiterio sale fino a creare una cuspide in corrispondenza della facciata.
Le pareti, sia all'esterno sia all'interno, sono in calcestruzzo a vista, traforate da un gran numero di finestrelle colorate; anche la copertura d'origine era traforata, ma quella nuova costruita dopo l'incendio del 1980 ha un diverso disegno.
L'interno è composto di tre spazi che si compenetrano dinamicamente: l'aula liturgica, la cappella feriale e una navata laterale; l'andamento della copertura contribuisce alla creazione di uno spazio mosso e dall'illuminazione variegata.
L'altare, posto quasi in posizione centrale, fu disegnato dallo stesso Arrighetti, come pure il fonte battesimale, posto nella navata laterale.
Alla chiesa, lungo il lato meridionale, sono annessi i locali parrocchiali e l'oratorio.